# Ramusella incisiva
Ramusella incisiva är en kvalsterart som först beskrevs av Balogh och Sandór Mahunka 1980.  Ramusella incisiva ingår i släktet Ramusella och familjen Oppiidae. Inga underarter finns listade i Catalogue of Life.